# Flórián Albert
Flórián Albert (født 15. september 1941 i Hercegszántó, død 31. oktober 2011 i Budapest) var en ungarsk fodboldspiller, der modtog Ballon d'Or i 1967.

## Fodboldkarriere
Albert voksede op i landsbyen Hercegszántó nær grænsen til det tidligere Jugoslavien. Da familien flyttede til Budapest, begyndte han at spille fodbold i landets mest populære klub, Ferencváros.
Albert tilbragte hele klubkarrieren i samme klub, hvor han spillede fra 1958 til 1974. Han debuterede på førsteholdet som 16-årig, og han var med til at blive ungarsk mester i 1963, 1964, 1967 og 1968, vinde den ungarske pokalturnering i 1972, Inter-Cities Fairs Cup i 1965 og tabte finalen i samme turnering i 1968 (til Leeds).

### Landshold
Efter bare to førsteholdskampe blev han udtaget i truppen til det ungarske landshold.
Ved OL 1960 i Rom var Ungarn med Albert på holdet forhåndsfavorit og vandt da også klart deres pulje. Imidlertid blev det til et overraskende semifinalenederlag til Danmark, inden ungarerne i kampen om bronze vandt 2-1 over Italien. Han var også med ved slutrunden om VM 1962, hvor Ungarn efter to sejre i indledende runde tabte 0-1 til Tjekkoslovakiet i kvartfinalen. Ved denne slutrunde blev Albert delt topscorer med fire mål (i alt fem spillere scorede dette antal). Han var også med ved VM 1966, hvor Ungarn igen tabte i kvartfinalen, denne gang til Sovjetunionen med 1-2. Ved denne slutrunde kom Albert på All-Star-holdet.
I en kvalifikationskamp til VM 1970 mødte Ungarn Danmark, og her kom Albert alvorligt til skade efter en kollision med den danske målmand, Knud Engedal. Albert kom dog efter en længere pause tilbage og spillede endnu nogle år, men han blev aldrig helt den samme, som inden skaden.
I løbet af landsholdskarrieren scorede han 32 mål i 75 kampe.

## Videre karriere
Efter afslutningen af sin aktive karriere havde Albert to kortere perioder som træner for den libyske klub Al-Ahly Benghazi, hvorefter han bestred flere forskellige funktioner i sin gamle klub Ferencváros, blandt andet som teknisk direktør og afdelingsleder.
I 2007 blev klubbens stadion opkaldt efter ham (det blev revet ned i 2013). 

## Familie
Flórián Alberts søn, Flórián Albert, Jr., blev også elitefodboldspiller og fik seks landskampe.